# 原田淳史
原田 淳史（はらだ あつし、1986年5月16日 - ）は、日本の元ファッションモデル。愛知県出身。

## 略歴
- 2006年、チャレンジFBモデルオーディションでグランプリを獲得し、『FINEBOYS』専属モデルになる。
- 2017年、テレビ朝日アナウンサーの宇賀なつみと結婚。

## 出演

### テレビドラマ
- 山田太郎ものがたり（2007年7月6日 - 9月14日、TBS） - 木下翼 役

### 雑誌
- FINEBOYS（日之出出版） - 専属モデル